# Долгуша (приток Шоши)
Долгу́ша — река в Тверской области России.
Протекает на территории Старицкого и Калининского районов. Берёт начало у деревни Шишково. Впадает в Шошу в 61 км от устья по левому берегу, у деревни Саматово. Длина — 20 км, площадь водосборного бассейна — 71,6 км².

## Данные водного реестра
По данным государственного водного реестра России относится к Верхневолжскому бассейновому округу, водохозяйственный участок реки — Волга от города Тверь до Иваньковского гидроузла (Иваньковское водохранилище), речной подбассейн реки — бассейны притоков (Верхней) Волги до Рыбинского водохранилища. Речной бассейн реки — (Верхняя) Волга до Куйбышевского водохранилища (без бассейна Оки).
Код объекта в государственном водном реестре — 08010100712110000002527.